# صموئيل ك. لورانس
صموئيل ك. لورانس (بالإنجليزية: Samuel C. Lawrence)‏ هو سياسي أمريكي، ولد في 22 نوفمبر 1832 في ميدفورد في الولايات المتحدة، وتوفي بنفس المكان في 24 سبتمبر 1911. حزبياً، نشط في الحزب الجمهوري.